# توماس هاغن
توماس هاغن (بالألمانية: Thomas Hagn) (28 فبراير 1995 بفرايزنغ في ألمانيا - ) هو لاعب كرة قدم ألماني في مركز الدفاع. شارك مع منتخب ألمانيا تحت 20 سنة لكرة القدم. أما مع النوادي، فقد لعب مع في إف بي شتوتغارت الثاني ونادي أونترهاخينغ وSpVgg Unterhaching II ‏.

## وصلات خارجية
- توماس هاغن على موقع الاتحاد الأوربي (الإنجليزية)
- توماس هاغن على موقع قاعدة بيانات كرة القدم.إي يو (الإنجليزية)
- توماس هاغن على موقع بيانات كرة القدم. دي إي (الألمانية)
- توماس هاغن على موقع Soccerway.com (الإنجليزية)
- توماس هاغن على موقع عالم كرة القدم.نت (الإنجليزية)